# His Wife's Relatives (film 1913)
His Wife's Relatives è un cortometraggio muto del 1913 diretto da Ralph Ince.

## Produzione
Il film fu prodotto dalla Vitagraph Company of America.

## Distribuzione
Distribuito dalla General Film Company, il film - un cortometraggio di 160,95 metri - uscì nelle sale cinematografiche statunitensi il 17 gennaio 1913 e nel Regno Unito il 24 aprile dello stesso anno.
Nelle proiezioni, veniva programmato con il sistema dello split reel, accorpato in un'unica bobina con un altro cortometraggio prodotto dalla Vitagraph, la commedia The Interrupted Honeymoon.